# Bombardeo del Fuerte San Carlos
El bombardeo del Fuerte San Carlos ocurrió durante el bloqueo naval a Venezuela de 1902-1903 el 17 de enero de 1903 cuando dos buques de la Marina Imperial alemana intentaron entrar en el Lago de Maracaibo pero fueron repelidos por la guarnición del Castillo de San Carlos de la Barra después de un breve intercambio de disparos. Tres días después, el 20 de enero, en auxilio del averiado Panther el crucero SMS Vineta arriba al castillo de San Carlos y lo bombardea durante ocho horas, dejándolo en ruinas.

## Bombardeo
El cañonero SMS Panther apoyado por el crucero ligero SMS Falke, ambos de bandera alemana, persiguen una goleta mercante que había conseguido evadir el bloqueo naval a Venezuela e intentan pasar por la barra del Lago de Maracaibo. El capitán del Panther al no conocer la batimetría de aguas someras del sitio, encalló en los bancos de arena, entre la isla de San Carlos y la isla de Zapara, cerca del Castillo de San Carlos de la Barra, por lo que quedó a tiro de su artillería. Poco después, los buques iniciaron un bombardeo sobre la fortaleza y las tropas venezolanas respondieron. Los artilleros venezolanos Manuel Quevedo y Carlos José Cárdenas con un cañón Krupp de 80 mm, por coincidencia de fabricación alemana lograron hacer varios impactos en el SMS Panther, dejándolo severamente dañado. Luego de media hora de combate, los alemanes se retiraron. En esta acción resultaron seis heridos en el castillo San Carlos bajo el comando del general Jorge Antonio Bello. Tres días después, el 20 de enero, llega procedente de Puerto Cabello el crucero protegido alemán SMS Vineta en relevo del averiado Panther el crucero arriba al castillo de San Carlos y lo bombardea durante ocho horas. Intencionalmente o no, el fuego del buque también alcanzó al pueblo cercano, matando entre 25 y 40 civiles.[cita requerida]

## Reacciones
El bombardeo, el cual no había sido aprobado por las autoridades británicas ni alemanas, fue ampliamente criticado en la prensa internacional y generó un fuerte rechazo por parte del gobierno de los Estados Unidos hacia las potencias europeas. El presidente Theodore Roosevelt amenazó con aplicar la Doctrina Monroe y conminó a las partes a una reunión conciliatoria en Washington. El general Tomás Pino, segundo comandante y entre los heridos del primer ataque, es trasladado a Caracas para su recuperación con el cargo de senador por el estado Mérida. Fallece a consecuencia de la heridas el 15 de diciembre de 1905 en la ciudad de Mérida, ocupando el cargo de presidente del estado Mérida. Sus restos reposan en el atrium de la Iglesia La Santísima Inmaculada de la población de Mucurubá, de donde era nativo.[cita requerida]